# Rigobert von Reims
Rigobert von Reims, auch Robert von Reims (* ? in Ribemont an der Aisne; † 743 in Gernicourt an der Aisne), aus hohem fränkischen Adelsgeschlecht stammend, war zunächst Mönch und dann Abt des Benediktiner-Klosters Orbais. 689/690 wurde er Bischof von Reims. Er war ein enger Vertrauter des fränkischen Hausmeiers Pippin des Mittleren und taufte dessen Sohn Karl Martell. Von König Dagobert III. erhielt er für sein Bistum die Exemtion für alle Abgaben und Dienste an das Königtum, und von Pippin erhielt er das Königsgut Gernicourt an der Aisne als Eigengut geschenkt.
Während der entscheidenden Phase des nach Pippins Tod ausgebrochenen Machtkampfes stellte er sich nicht auf die Seite Karl Martells und wurde deshalb von diesem 717 seines Amts enthoben, in die Gascogne verbannt und durch Bischof Liutwin von Trier bzw. dessen Sohn Milo von Trier ersetzt. Zwar rehabilitierte ihn Karl Martell schon bald wieder, aber Rigobert verzichtete auf eine Rückkehr nach Reims und zog sich stattdessen auf sein Eigengut Gernicourt zurück, wo er als Einsiedler lebte und 743 starb. Seine Gebeine wurden 864 nach Reims überführt und 872 in der dortigen Kirche Saint-Thierry beigesetzt; Teile kamen später nach Paris. Rigobert wurde heiliggesprochen. Sein Gedenktag ist der 4. Januar.